# Benito Stefanelli
Benito Stefanelli (* 2. September 1929 in Rom; † Dezember 1999) war ein italienischer Schauspieler und Stuntman.

## Leben
Stefanelli begann seine Filmkarriere als Statist im Monumentalfilm Die Fahrten des Odysseus mit Kirk Douglas in der Titelrolle. Ab Anfang der 1960er Jahre arbeitete er darüber hinaus auch als Stuntman und Waffenmeister. Unter dem Künstlernamen Benny Reeves spielte er in der Italowestern-Trilogie Für eine Handvoll Dollar, Für ein paar Dollar mehr und Zwei glorreiche Halunken. Aufgrund seiner guten Englischkenntnisse soll er als Übersetzer zwischen Clint Eastwood und Regisseur Sergio Leone gewirkt haben. In den 1970er Jahren spielte er auch in Leones Mein Name ist Nobody-Filmen mit Terence Hill. In den 1980er Jahren arbeitete er verstärkt als Stuntkoordinator, unter anderem an Es war einmal in Amerika (1984) und Cobra Verde (1987). Sein letzter Film als Schauspieler und Stuntkoordinator war Meister des Grauens aus dem Jahr 1991.

## Filmografie (Auswahl)
- 1954: Sehnsucht (Senso)
- 1959: Terror in Oklahoma (Il terrore dell'Oklahoma)
- 1959: Tina räumt auf (La sceriffa)
- 1960: Die Furchtlosen von Parma (La strada dei giganti)
- 1960: Das Geheimnis der roten Maske (Il terrore della maschera rossa)
- 1960: Messalina (Messalina Venere imperatrice)
- 1962: Der Sohn des Spartakus (Il figlio di Spartacus)
- 1963: D'Artganan und die drei Musketiere (D'Artganan contro i 3 moschettieri)
- 1963: Reiter des Schreckens (Il terrore dei mantelli rossi)
- 1963: Rocambole
- 1963: Zorro und die drei Musketiere (Zorro e i tre moschettieri)
- 1964: Danza macabra
- 1964: Für eine Handvoll Dollar (Per un pugno di dollari)
- 1964: Keinen Cent für Ringos Kopf (Massacro al Grande Canyon)
- 1964: Die 6 Unbesiegbaren (La vendetta dei gladiatori)
- 1965: Blutige Rache in Tucson (Per un Dollaro a Tucson si morire)
- 1965: Für ein paar Dollar mehr (Per qualche dollaro in più)
- 1965: Ein Loch im Dollar (Un dollaro bucato)
- 1966: 100.000 Dollar für einen Colt (La muerte cumple condena)
- 1966: Der Biß von Paris (Du rififi à Paname)
- 1966: Höllenjagd auf heiße Ware (New York chiama Superdrago)
- 1966: Tampeko – Ein Dollar hat zwei Seiten (Per pochi dollari ancora)
- 1966: Zwei glorreiche Halunken (Il buono, il brutto, il cattivo)
- 1967: Shamango (Gentleman Jo… uccidi)
- 1967: Der Tod ritt dienstags (I giorni dell'ira)
- 1967: Wanted (Wanted)
- 1968: Il pistolero segnato da Dio
- 1968: Spiel mir das Lied vom Tod (C'era una volta il West)
- 1969: Blutiges Blei (Il prezzo del potere)
- 1969: La notte dei serpenti
- 1971: Ein Fressen für Django (W Django!)
- 1971: Großer, laß die Fetzen fliegen (Er più - Storia d'amore e di coltello)
- 1971: Todesmelodie (Giù la testa)
- 1972: Sie verkaufen den Tod (Una ragione per vivere e una per morire)
- 1972: So schön – so nackt – so tot (Rivelazioni di un maniaco sessuale al capo della squadra mobile)
- 1972: Vier Fäuste für ein Halleluja (…continuavano a chiamarlo Trinità)
- 1973: Frauen, die man Töterinnen nannte (Le amazzoni - donne d'amore e di guerra)
- 1973: Mein Name ist Nobody (Il mio nome è Nessuno)
- 1973: Le guerriere dal seno nudo
- 1975: Nobody ist der Größte (Un genio, due compari, un pollo)
- 1975: Wolfsblut greift ein (Zanna Bianca alla riscossa)
- 1976: Blutiger Schweiß (Poliziotti violenti)
- 1976: Hippie Nico von er Kripo (Squadra antufurto)
- 1976: Die Strickmütze (Squadra antiscippo)
- 1977: El Macho
- 1978: La mazzetta
- 1980: Der Puma-Man (L’uomo puma)
- 1983: Er – Stärker als Feuer und Eisen (La guerra del ferro – Ironmaster)
- 1991: Meister des Grauens (The Pit and the Pendulum)